# 木村裕主
木村 裕主（きむら ひろし、1926年11月19日 - 2007年8月22日）は、ノンフィクション作家。
群馬県生まれ。東京外国語大学イタリア語学科卒業。毎日新聞記者を務め、ローマ特派員、編集委員を経て、東京外国語大学講師、外務省専門調査員・在イタリア日本大使館広報文化担当官などを歴任した。ノンフィクション作家の塚本哲也は実弟で、同じく毎日新聞記者出身。1990年に、63歳で、『ムッソリーニを逮捕せよ』で第12回講談社ノンフィクション賞を受賞、先に受賞していた塚本哲也に続く兄弟受賞となった。

## 著書
- 「ムッソリーニを逮捕せよ」 新潮社, 1989、講談社文庫, 1993
- 「誰がムッソリーニを処刑したか イタリア・パルティザン秘史」 講談社, 1992[3]
  - 改題「ムッソリーニの処刑」 講談社文庫, 1995
- 「ムッソリーニ　ファシズム序説」 清水書院 Century books 人と思想, 1996、新装版2015 新書判[4]

## 翻訳
- 「ムッソリーニの時代」 マックス・ガロ、文藝春秋, 1987